# Oda Christensen
Oda Christensen, född 17 augusti 1901 i Hvalsø, död 4 juli 1996, var en dansk politiker för Det Konservative Folkeparti (DKF). Hon var gift med arkitekten Carl Albert Christensen. Hon var folketingsledamot 30 oktober 1945 – 28 oktober 1947. 

## Biografi
Christensen avlade preliminärexamen 1918 och arbetade vid försäkringsbolaget Absalon 1920–1924. Hon var en framträdande kvinna inom Det Konservative Folkeparti vid en tid då kvinnor fortfarande var underrepresenterade inom de politiska partierna. Hon var både styrelseledamot och medlem i representantskapet för Den Konservative Vælgerforening (partiets nomineringsgrupp) från och med 1937, samt medlem av partiets representantskap från och med 1943. Hon var även engagerad inom partiets kvinnoförbund, Danske Kvinders konservative Forening, som dess sekreterare och kassörska. Hon satt också med i styrelsen, först som vice ordförande (1947–1951) och sedan som ordförande (1951–1952), av partiets egna bildningsförbund, Folkeligt Oplysningsforbund.
Christensen var under många år medlem av Köpenhamns Borgarrepresentation (motsvarande borgarråd i Stockholms kommun). Då Borgarrepresentation år 1946 skulle tilldela alla borgarrepresentanter platser i olika magistrat och utskott krävdes det flera omröstningar mellan partiernas kandidater. Valet till Fællesudvalget till kunstneriske Formaals Fremme var inget undantag, till vilken Christensen var DKF:s kandidat. Utskottets sista plats skulle delas ut genom lottdragning till antingen Christensen eller kommunisten Knud Thamsen. Borgarrepresentationens ordförande drog upp en lapp med namnet ”Oda Nielsen”, vilket var namnet på en vid tidpunkten känd skådespelerska. Felet berodde på borgarrepresentationens sekreterare, som skrev lapparna till lottdragningen. Representationen godtog dock Oda Christensen som vinnare och hon tilläts inta utskottets sista plats. Med tiden kom hon också att ta plats i representationens utbildningsutskott (fr.o.m. 1943), budgetutskott (1948–1956) och sjukvårdsutskott (fr.o.m. 1956).
Som folketingsledamot gick Christensen emot både partilinjen och Folketingets absoluta majoritet (110 röster) i omröstningen om dödsstraffets framtid. Hon var en av de sex ledamöter som röstade för att låta avskaffa dödsstraffet. För övrigt var hon partiets ordförande vid behandlingen av förslaget om att en särskild ”husmodersavlösning” skulle sättas i system av den offentliga sektorn. Husmodersavlösare skulle bl.a. bistå husmödrar i hushållsarbetet vid sjukdom eller graviditet och Christensen förespråkade att dessa skulle tilldelas en fast årslön och särskilda uniformer för att höja deras status. I oktober 1946 blev Christensen, som enda kvinna, vald till en av Folketingets fyra sekreterare.

## Övriga förtroendeposter
- Styrelseledamot av Hjælpeskolernes Fritidshjem (fr.o.m. 1955)
- Styrelseledamot av Vore Smaabørns Beklædning (fr.o.m. 1955)
- Styrelseledamot av Köpenhamns kommuns bibliotek och barnbibliotek (fr.o.m. 1954)
- Styrelseledamot av barnhemmet Nærumgaard (fr.o.m. 1953)
- Styrelseledamot av Børnegården i Sundby (fr.o.m. 1951)
- Styrelseledamot av Foreningen til Hovedstadens Forskønnelse (1949–1953)
- Medlem av representantskapet för Mødres og Børns Landophold (fr.o.m. 1947)
- Styrelseledamot och medlem av det verkställande utskottet för Kræftens Bekæmpelse i Köpenhamn (fr.o.m. 1946)
- Medlem av det verkställande utskottet för tillsynen av häktade fångar (fr.o.m. 1946)
- Medlem av Köpenhamns kommuns konstfond (fr.o.m. 1946)
- Medlem av representantskapet för Kvindernes Bygning (fr.o.m. 1946)
- Styrelseledamot av Thorvaldsens Museum (fr.o.m. 1946)
- Medlem av det verkställande utskottet för Köpenhamns børnenævn (fr.o.m. 1946)
- Medlem av representantskapet för Social-Filantropisk Boligselskab (fr.o.m. 1946)
- Medlem av representantskapet för Slummens Hjælpeforbund (fr.o.m. 1946), samt styrelseledamot (fr.o.m. 1947) och styrelseordförande (fr.o.m. 1953)
- Medlem av representantskapet för Børnenes private Hjælpeforening (fr.o.m. 1946)